# Macdonald, Meredith and Aberdeen Additional
Macdonald, Meredith and Aberdeen Additional – gmina (ang. township) w Kanadzie, w prowincji Ontario, w dystrykcie Algoma.
Powierzchnia Macdonald, Meredith and Aberdeen Additional to 161,93 km². Według danych spisu powszechnego z roku 2001 Macdonald, Meredith and Aberdeen Additional liczy 1452 mieszkańców (8,97 os./km²).